# داریو روخاس
داریو روخاس (اسپانیایی: Darío Rojas‎؛ زادهٔ ۲۰ ژانویهٔ ۱۹۶۱) بازیکن فوتبال اهل بولیوی بود.
از باشگاه‌هایی که در آن بازی کرده‌است می‌توان به باشگاه فوتبال بولیوار اشاره کرد.